# ソムホロロ国立競技場
ソムホロロ国立競技場（英:Somhlolo National Stadium）は、エスワティニのロバンバにある多目的スタジアム。スタジアム名は19世紀前半に実在したスワジランドの王ソムホロロ（1780年 - 1836年）からとられている。サッカーエスワティニ代表のホームスタジアムでもある。
| スタブアイコン | サブスタブ | この項目は、まだ閲覧者の調べものの参照としては役立たない、スポーツに関連した書きかけの項目です。この項目を加筆・訂正などしてくださる協力者を求めています（P:スポーツ/PJ:スポーツ）。 |